# 信州大学医疗技术短期大学部
信州大学医疗技术短期大学部（日语：／ Shinshū Daigaku Iryōgijutsu Tankidaigaku *），简称信大医短，是过去一所位于日本长野县松本市的私立短期大学。

## 概要

### 简介
- 源流成立于1929年[1]、短期大学成立于1974年[1]、由信州大学。招生到于2002年、停办于2007年[2]。

### 历史
- 1974年 信州大学医疗技术短期大学部成立并同时设置两个学科、以下列举[2][1]。
  - 护理科
  - 卫生技术科
- 1976年 两个学科各自改名为[1]。
  - 护理科→护理学科
  - 卫生技术科→卫生技术学科
- 1977年 助产学特別专攻成立于专科。
- 1983年 两个学科成立、以下列举[1]。
  - 物理治疗学科[注 2]
  - 职能治疗学科[注 3]
- 2002年 短期大学招生最后[2]、次年停止招生（正式停办于2007年3月31日[2]）。

## 学校环境
- 校区：在了长野县松本市[注 1]

## 历任校长
- 加藤静一：第一代短期大学校长[3]。

## 组织

### 学科
- 护理学科
- 卫生技术学科
- 物理治疗学科[注 2]
- 职能治疗学科[注 3]

### 专科
| - 助产学特別专攻 |

### 业余课程
| - 没有 |

## 相关链接
- 日本短期大学列表
- 信州大学